# Parafia św. Ignacego Loyoli w Kołomyi
Parafia św. Ignacego Loyoli w Kołomyi – rzymskokatolicka parafia znajdująca się w Kołomyi, w archidiecezji lwowskiej, w dekanacie Iwano-Frankowsk, na Ukrainie.

## Historia
Parafia erygowana w 1353. Od 1772 do 1946 kościołem parafialnym był kościół Wniebowzięcia Najświętszej Marii Panny. W 1897 jezuici wybudowali kościół pw. św. Ignacego Loyoli. W 1946 komuniści zamknęli kościoły. Po upadku ZSRS władze ukraińskie przekazały kościół Wniebowzięcia Najświętszej Marii Panny grekokatolikom. Kościół pw. św. Ignacego Loyoli został zwrócony łacinnikom w 1990.